# Folia Biologica
Folia Biologica is een Pools, Engelstalig, aan collegiale toetsing onderworpen wetenschappelijk tijdschrift op het gebied van de biologie.
De naam wordt in literatuurverwijzingen meestal afgekort tot Folia Biol. (Krakow).
Het wordt uitgegeven door ''Instytut Systematyki i Ewolucji Zwierząt PAN, onderdeel van de Poolse Academie van Wetenschappen en verschijnt vier keer per jaar.